# Bothnia vasútvonal
A Bothania vasútvonal egy egyvágányú, 15 kV, 16,7 Hz-cel villamosított nagysebességű vasútvonal Svédországban.
Hivatalosan XVI. Károly Gusztáv svéd király nyitotta meg 2010. augusztus 28-án, és szeptemberben korlátozott forgalom indult meg az északi részén a vonalnak, Örnsköldsvik és Umeå között. A teljes áru-, és személyszállítás 2011-ben évben indulhat meg, amikor a meglévő vonal felújítása befejeződik Bothania vonal déli részétől Sundsvallig. Az új vonalat úgy tervezték, hogy nagy kapacitást, modern vonalvezetést biztosítson, ami alternatív útvonalat jelent a meglévő vonalnak, amely 40-50 kilométeren keresztül halad az ország belsejében nagy emelkedőkkel és kis sugarú ívekkel. Az új vonalon 1%-os a legnagyobb emelkedő, szemben a meglévő vonal 1,7 százalékával, ami azt jelenti, hogy azonos mozdony a régi vonalon maximálisan 1000 tonnás, míg a most építetten 1400 tonnás vonatokat tud továbbítani. A tehervonatok részére 1600 t maximális terhelés mellett 25 tonnás tengelyterheléssel 120 km/h sebesség engedélyezett a Bothnia vonalon, és a hidak 30 tonna tengelyterhelést is elbírnak. Az ívek 3200 méteres sugárral épültek, ami a személyvonatok számára 250 km/h sebesség engedélyezését jelenti. A 190 km hosszúságú vonalon 143 híd, 15 alagút épült, mely utóbbiak hossza 1-6 kilométer között van. A vonal egyvágányú, 22 kitérési hellyel, és 7 állomással.
Ez egy úttörő építmény a skandináv vasutaknál három ok miatt:
- ez az első vonal, ahol azonos vágányon közlekednek a nehéz tehervonatok, és a nagysebességű személyvonatok,
- új környezetvédelmi törvényt fogadtak el Svédországban 1999-ben, pontosan akkor, amikor a projekt a tervektől az építési fázisba került, kb. 520 környezetvédelmi engedélyt adtak ki a projekthez,
- ez az első vasútvonal az északi területen, amelyet ERTMS berendezéssel láttak el, vonali jelzőberendezés nélkül.

## Eljutási idők
| Útvonal               | Idő  | Hossz  | Sebesség             |
| --------------------- | ---- | ------ | -------------------- |
| Örnsköldsvik-Umeå     | 0:40 | 112 km | 165 km/h (InterCity) |
| Kramfors-Örnsköldsvik | 0:35 | 86 km  | 150 km/h (InterCity) |
| Sundsvall-Umeå        | 2:20 | 300 km | 130 km/h             |
| Örnsköldsvik-Umeå     | 0:55 | 112 km | 120 km/h (regional)  |
| Stockholm-Umeå        | 5:40 | 680 km | 120 km/h             |